# Lijst van nummer 1-hits in de 3FM Mega Top 50 in 2008
Deze hits stonden in 2008 op nummer 1 in de Mega Top 50, de hitlijst van de Nederlandse radiozender 3FM.
| Datum        | Artiest                         | Titel                          |
| ------------ | ------------------------------- | ------------------------------ |
| 5 januari    | Rihanna                         | Don't stop the music           |
| 12 januari   | Rihanna                         | Don't stop the music           |
| 19 januari   | Mark Ronson & Amy Winehouse     | Valerie                        |
| 26 januari   | Mark Ronson & Amy Winehouse     | Valerie                        |
| 2 februari   | Mark Ronson & Amy Winehouse     | Valerie                        |
| 9 februari   | Mark Ronson & Amy Winehouse     | Valerie                        |
| 16 februari  | Mark Ronson & Amy Winehouse     | Valerie                        |
| 23 februari  | Mark Ronson & Amy Winehouse     | Valerie                        |
| 1 maart      | Mark Ronson & Amy Winehouse     | Valerie                        |
| 8 maart      | Nikki                           | Hello world                    |
| 15 maart     | Nikki                           | Hello world                    |
| 22 maart     | Duffy                           | Mercy                          |
| 29 maart     | Duffy                           | Mercy                          |
| 5 april      | Madonna & Justin                | 4 minutes                      |
| 12 april     | Madonna & Justin                | 4 minutes                      |
| 19 april     | Kane                            | Shot of a gun                  |
| 26 april     | Madonna & Justin                | 4 minutes                      |
| 3 mei        | Marco Borsato                   | Wit licht                      |
| 10 mei       | Coldplay                        | Violet hill                    |
| 17 mei       | Madonna & Justin                | 4 minutes                      |
| 24 mei       | Amy MacDonald                   | This is the life               |
| 31 mei       | Amy MacDonald                   | This is the life               |
| 7 juni       | Amy MacDonald                   | This is the life               |
| 14 juni      | Amy MacDonald                   | This is the life               |
| 21 juni      | Wolter Kroes                    | Viva Hollandia (Oranje versie) |
| 28 juni      | Amy MacDonald                   | This is the life               |
| 5 juli       | Amy MacDonald                   | This is the life               |
| 12 juli      | Amy MacDonald                   | This is the life               |
| 19 juli      | Jan Smit                        | Stilte in de storm             |
| 26 juli      | Jan Smit                        | Stilte in de storm             |
| 2 augustus   | Kid Rock                        | All summer long                |
| 9 augustus   | Kid Rock                        | All summer long                |
| 16 augustus  | Gabriella Cilmi                 | Sweet about me                 |
| 23 augustus  | Gabriella Cilmi                 | Sweet about me                 |
| 30 augustus  | Marco Borsato                   | Stop de tijd                   |
| 6 september  | Nick & Simon                    | Hoe lang?                      |
| 13 september | Marco Borsato                   | Stop de tijd                   |
| 20 september | Gabriella Cilmi                 | Sweet about me                 |
| 27 september | BLØF                            | Oktober                        |
| 4 oktober    | Gabriella Cilmi                 | Sweet about me                 |
| 11 oktober   | Guru Josh Project               | Infinity 2008                  |
| 18 oktober   | Robin S                         | Show me love 2008              |
| 25 oktober   | Guru Josh Project               | Infinity 2008                  |
| 1 november   | Ilse DeLange                    | So incredible                  |
| 8 november   | Jan Smit                        | Als je lacht                   |
| 15 november  | Marco Borsato                   | Dochters                       |
| 22 november  | Marco Borsato                   | Dochters                       |
| 29 november  | Marco Borsato                   | Dochters                       |
| 6 december   | Marco Borsato                   | Dochters                       |
| 13 december  | Milow                           | Ayo Technology                 |
| 20 december  | Geen 3FM Mega Top 50 verschenen |                                |
| 27 december  | Geen 3FM Mega Top 50 verschenen |                                |